# El Cardonal, Baja California Sur
El Cardonal är en ort i Mexiko.   Den ligger i kommunen La Paz och delstaten Baja California Sur, i den västra delen av landet, 1 200 km väster om huvudstaden Mexico City. El Cardonal ligger 10 meter över havet och antalet invånare är 216.
Terrängen runt El Cardonal är kuperad åt sydväst, men åt sydost är den platt. Havet är nära El Cardonal åt nordost.  Det finns inga andra samhällen i närheten. 